# Susperia
Susperia es una banda de thrash metal noruega formada en octubre de 1998 por el baterista Ian Kenneth Åkesson (Tjodalv) y el guitarrista Terje Andersen (Cyrus) en la ciudad de Bærum (Akershus).
La banda fue originalmente llamada Seven Sins, pero como ya existía otra con ese nombre,  lo reemplazaron por el título de la película italiana de terror Suspiria (1977), aunque cambió la ortografía para evitar problemas de derechos de autor. 
Susperia no debe ser confundida con la banda británica Suspiria que también tomó su nombre de dicha película, pero con la ortografía correcta.

## Miembros
Miembros actuales
- Terje "Cyrus" Andersen – guitarra (1998–presente)
- Christian "Elvorn" Hagen – guitarra (1999–presente)
- Håkon "Memnock" Didriksen – bajo (1999–presente)
- Ian Kenneth "Tjodalv" Åkesson – batería (1999–presente)
- Bernt Fjellstad – voz (2015–presente)

Exmiembros
- Pål "Athera" Mathiesen – voz (1998–2015)
- Øyvind Johan "Mustis" Mustaparta – teclados (2010–2011)

## Discografía

### Álbumes de estudio
- Predominance (Nuclear Blast, 2001).
- Vindication (Nuclear Blast, 2002).
- Unlimited (Tabu, 2004).
- Cut from Stone (Tabu, 2007).
- Attitude (Candlelight Records, 2009).

### EPs/Sencillos
- Devil May Care (EP, Tabu, 2005).
- Nothing Remains (Single, NRK/MGP, 2011).
- We Are the Ones (EP, 2011).

### Demos
- Illusions of Evil (Demo, 2000).